# Paula Berwanger
Paula Migueles Berwanger é uma atriz e produtora brasileira.